# Борба на Куртовом камену
Пошто је током 1905. и почетком 1906. године изгубила знатан број својих села у Прилепској кази (села Магарци, Крапа, Гостиражња, Слепча, Зрзе, Риљево, Небрегово, Присат, Дупјачани, Дреновац, Ропотово, Дабница, Долганци и Секирци), бугарска организација је решила да их поврати у своје окриље. Повољније околности за бугарски Македонски комитет биле су ослабљеност српских чета и несрећна ситуација у западном Повардарју после напуштања дужности од стране Николе Јанковића и Душана Димитријевића. Да би своју одлуку лакше спровео у дело Комитет је осудио на смрт 53 српска првака из наведених села.
На Ђурђевдан (6. маја 1906) прешао је из Бугарске потпоручник Константинов са 22 комита предвиђених за западно Повардарје, а током маја приспело је још 12 комита, уз већ присутних 12 то је била језгро од 43 комите. Поред тога броја ангажовали су се и сељаци из Велешке казе, тако да је ова здружена чета имала око 80 људи. Њихове војводе биле су Константинов, Гога Ацев, Дачев и, према извештају конзула Станојевића, Блаже Биринчев.

## Борба код Крапе
Као прво место које ће Бугари напасти било је село Крапа (родно село војводе Тренка Рујановића). Ту је требало да ликвидирају српске прваке Кона Апостоловића, његовог сина свештеника Тасу Коневића, Дима Дамјановића-Војчу и Стојана Момировића.
Напад на Крапу започео је ноћи 8. јула 1906. и концентрисан је на кућу попа Тасе. Његовом енергичном одбраном из незапаљеног дела куће, којој су се прикупљивали и наоружани Крапљани, напад Бугара је одбијен. Комитаџије су једино успеле да запале још једну кућу и две плевње, што је учињено пре него што су сељаци организовали одбрану. Пошто напад на Крапу није успео Бугари су се у зору повукли. Са собом су носили једног смртно рањеног комита. Враћајући се из Крапе срели су једног старог воденичара и убили га.

## Српска заседа на Куртовом камену
Захваљујући сналажљивости попа Тасе, благовремено су обавештене оближње српске чете Маринка Алексића-Маше, Стевана Недића-Ђеле и Рада Радивојевића (познат и као Душан Вардарски). Бугарској чети постављена је двострука заседа на планини Даутици, код локалитета Куртов камен.
Борба је отпочела у поподневним часовима тако што су Бугари били пропуштени кроз прву заседу. Са друге заседе дочекани су паљбом и тако пали у унакрсну ватру. Пуцњава је трајала око два и по часа и окончана у сумрак.
Погинуло је 17 Бугара, међу којима и војводе Константинов и Гога Ацев. Већи број је рањен и многи од њих су се спасили бекством у планину. Ухваћен је рањени комита Никола Христов из села Кристуш у Ђевђелијској кази, који је препознао погинуле бугарске војводе. Заплењено је пет манлихерових пушака (једна поломљена), два наганова револвера, двогледи и нешто друге опреме (четна архива). Плен би био већи да српске чете нису морале што пре да напусте поприште.
Према извештају учитеља Николе Димитријевића од 24. јула 1906. (Станојевићев извештај је 8 дана старији), турска војска је на Куртовом камену два дана после борбе нашла лешеве од 23 комитаџије, заједно са стварима које четници нису нашли. Турци наводе да је међу погинулима био и трећи бугарски војвода-Дачев. Погибије се спасао бугарски подвојвода Арса Локвичанац, који је са тројицом комита кренуо другим путем за село Ореш, ради обезбеђивања вечере за чету.

## Покушај бугарске одмазде
Погибија бугарске чете озлоједила је Бугаре и они су одлучили да се освете Србима. 20. јула 1906, пре подне, неколико плаћеника ангажованих изван Прилепа покушало је да убије прилепске Србе Ивана Џамбазовића и Вељу Анчевића. У пуцњави Веља је рањен у ногу, док је Иван убио једнога и тешко ранио другога. Захваљујући турском запатији Алији Чики и војницима, који су сакрили Иванове и Вељине револвере, сведочили су у њихову корист. Иван је брзо ослобођен док је Веља био задржан у затвору за време истраге. Битољски одбор је Алији и војницима доделио извесну новчану награду.

## Резултат
Велика погибија бугарских комита на Куртовом камену приморала је македонски комитет, да за дуже време одложи улазак у српска села прилепске области, и да се извесно време уздржи од извршења смртних казни над виђенијим Србима.